# Adolf Hagemann
Adolf Hagemann (* 24. Juli 1855 in Osnabrück; † 7. Dezember 1908 in Bremerhaven) war ein deutscher Stadtdirektor.

## Biografie
Hagemann wurde am 8. September 1890 als Nachfolger von Hermann Gebhard zum Stadtdirektor von Bremerhaven berufen. In seiner Amtszeit wuchs die Stadt rasant und die Kaiserschleuse sowie die Kaiserhäfen II und III wurden gebaut. Er starb 1908. Ihm folgte 1909 Erich Koch im Amt.

## Werke
- Der Eintritt eines Gesellschafters in die offene Handelsgesellschaft. Bremerhaven.